# Warschauer Naturwissenschaftliche Universität

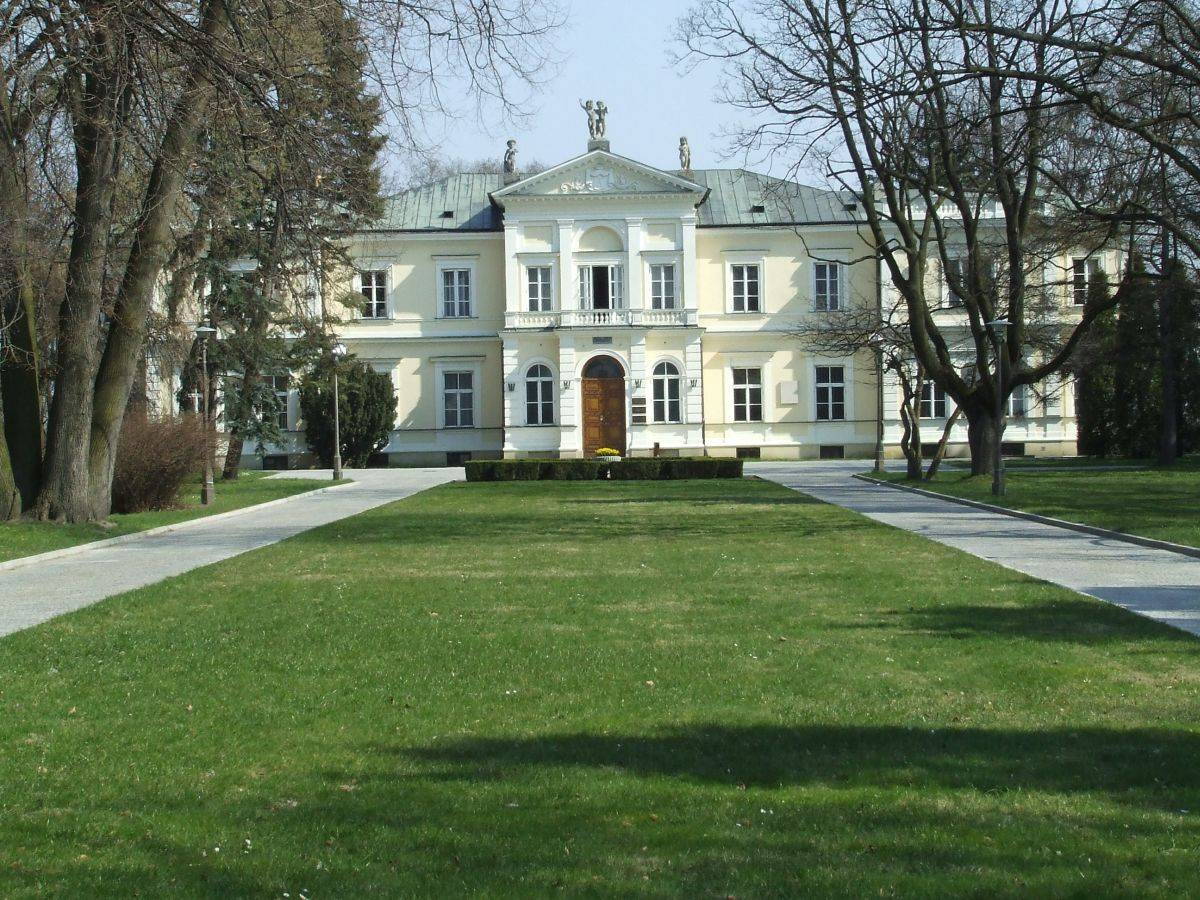
Das Krasiński-Palais, Sitz des Rektorats der Hochschule

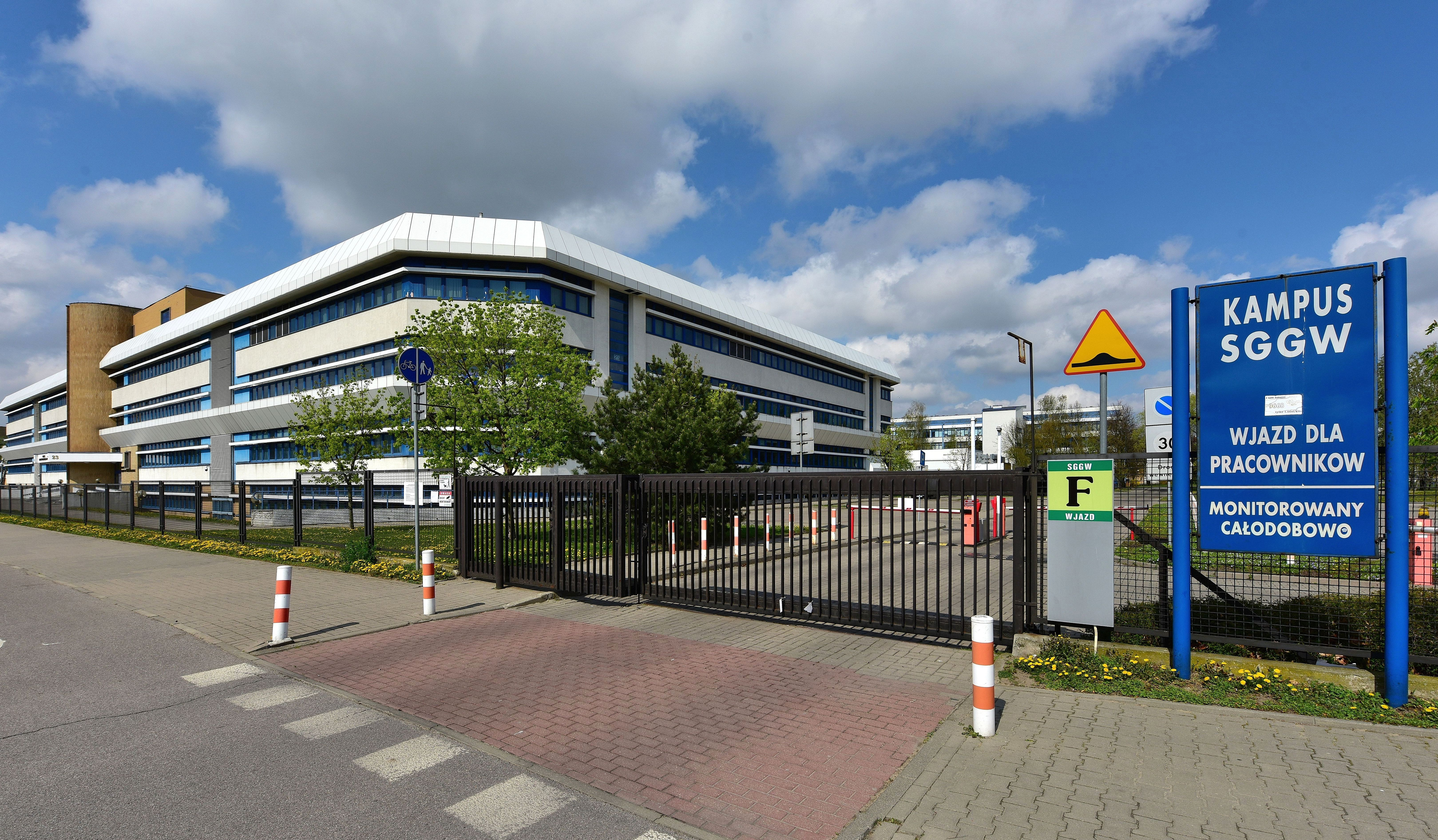

Die Warschauer Naturwissenschaftliche Universität (SGGW) (poln.: Szkoła Główna Gospodarstwa Wiejskiego w Warszawie kurz SGGW) ist eine naturwissenschaftliche Universität in Warschau und die größte ihrer Art in Polen. Die Universität ist Mitglied der Euroleague for Life Sciences.
Die Warschauer Naturwissenschaftliche Universität wurde am 23. September 1816 gegründet und besteht heute aus elf Fakultäten. Rektor der Universität ist Michał Zasada (2021).
1999 verkaufte die Hochschule große Landflächen in Wilanów; hier wird seit dem Jahr 2002 der neue Stadtteil Miasteczko Wilanów errichtet.